# モディボ・サニャン
モディボ・サニャン（Modibo Sagnan、1999年4月14日 - ）は、フランス・サン＝ドニ出身のサッカー選手。モンペリエHSC所属。ポジションはディフェンダー。

## クラブ経歴
フランスのサン＝ドニに生まれ、2012年にRCランスの下部組織に加入した。2017年7月28日、自身初となる3年間のプロ契約をクラブと結んだ。2018年1月30日、リーグ・ドゥのFCソショー＝モンベリアル戦でトップチームデビュー並びにプロデビューを果たした。この2017-18シーズンはリーグ戦3試合に出場した。
2019年1月30日、レアル・ソシエダに移籍金約6.5億円で移籍し、4年契約を交わした。また、2018-19シーズン中はランスに留まり、翌2019-20シーズンからソシエダに合流する。ランスからソシエダに復帰したサニャンだったが、出場機会に恵まれず、2020年1月30日にCDミランデスに期限付き移籍をした。
2022年7月11日、2022-23シーズンはエールディヴィジのFCユトレヒトにレンタル移籍することが決定した。
レンタルバック後の2023年6月2日、ユトレヒトへの完全移籍が決定し、3年契約を結んだ。
2024年2月1日、リーグ・アンに所属していたモンペリエHSCに移籍した。

## 代表経歴
2024年3月26日、ナイジェリア代表との親善試合でマリ代表としてA代表初出場。